# 하프라이프: 디케이
《하프라이프: 디케이》(영어: Half-Life: Decay)는 플레이스테이션 2용 1인칭 슈팅 게임 하프라이프의 확장팩으로, 기어박스 소프트웨어에서 제작하여 2001년에 출시됐다.
다른 기어박스 소프트웨어의 확장팩들 어포징 포스와 블루 쉬프트와 같이 디케이는 하프라이프의 줄거리와 같은 배경과 시간대이다. 두 명의 주인공 과학자, 지나 크로스 박사 (Dr. Gina Cross)와 콜레트 그린 박사 (Dr. Colette Green) 두 명은 고든 프리맨의 동료이기도 하며, 지나 크로스 박사는 하자드 코스 (Hazardous Course) 홀로그램의 모델이기도 하다. 콜레트 그린 박사는 이 게임에 등장시키기 위해 만들어진 새로운 캐릭터이다.
기어박스가 PC용 게임을 완성시키기도 했으나, PC용 디케이는 "기어박스의 조절할 수 없는 힘에 의해서"("due to powers beyond Gearbox's control") 발매되지 않았다. 그런 이유로 많은 하프라이프 플레이어들은 이 게임을 할 기회를 가질 수 없었다. 디케이는 또한 밸브의 스팀에서도 구할 수 없다. 그러나 디케이를 현재 한 하프라이프 팬들이 PC용으로 이식하는데 성공하였지만, 어디까지나 유저가 만든 모드기 때문에 세이브 등의 특징은 없다. GoldSrc가 사용된다.
그리고, 하프 라이프의 스토리 작가 Marc Raidlaw에 따르면, 하프 라이프의 확장팩들은 아직 그 스토리가 공식인지 공식이 아닌지 확정되지 않은 상태이며, 그렇기 때문에 시나리오 작가가 하프 라이프의 이후 시리즈에 확장팩에 나왔던 것들을 등장시키냐 마냐에 따라서 확장팩의 스토리가 공식인지 아닌지가 갈린다고 한다.

## 챕터
- 1. 동시 접속 (Dual Access) : 주인공인 지나 크로스와 콜레트 그린이 평소 하던 하루 일과를 하던 도중 사건이 일어난다.
- 2. 위험한 코스 (Hazardous Course) : 로젠버그 박사와 함께, 위성 통신 센터로 가기 위해 훈련시설을 거치기로 한다.
- 3. 지상 연락 (Surface Call) : 통신 센터의 문이 잠겨있어 그들은 간접적으로 이동하여 위성에 전파를 보낸다.
- 4. 공명 (Resonance) : 켈러 박사의 조언에 따라, 크로스와 그린은 댐프닝 필드를 열기 위해 C구역에 가게 된다.
- 5. 가정 폭력 (Domestic Violence) : 댐프닝 필드가 소용 없게 되자, 켈러는 감마 연구시설을 이용하자는 제안을 하게 되고, 위성 잠금 해제 코드를 아는 경비원을 찾아 떠나게 된다.
- 6. 코드 그린 (Code Green) : 잠금 해제 코드를 적용시키기 위해 항공 시설에 접근하여 군대들을 물리친다.
- 7. 십자 포화 (Crossfire) : 감마 연구시설의 변위 신호등을 지상으로 끌어올리기 위해 지하 시설을 통과한다.
- 8. 격렬함 (Intensity) : 외계 격리 시설에 잠입해 변위 신호등을 작동시키기 위해 외계인들을 물리친다.
- 9. 균열 (Rift) : 변위 신호등을 통해 네팅 그라운드를 활성화시켜 대공명 현상을 끝내게 되었다.
- 보너스 챕터. 젠 공격 (Xen Attacks) : 이번엔 젠 종족인 X-8973 그리고 R-4913라는 보르티곤트 종족으로, 도난당한 젠 수정을 회수하기 위해 파견되었다.

## 특징
디케이에서는 플레이어 모델이 두가지다. 각각 G키를 이용하여 바꿀수 있다 (참고로 그 두 플레이어 모델은 지나 크로스와 콜레트 그린이다)
또한 새로운 적인 만타플라이어(Mantaflayer)를 죽이는 것이 가능하다. (하프라이프1, 어포징포스에서는 나오기는 했지만 죽일수는 없었다.)